# Васильевка (Стерлитамакский район)
Васильевка (баш. Васильевка) — село в Стерлитамакском районе Республики Башкортостан Российской Федерации. Входит в состав Наумовского сельсовета.

## География

### Географическое положение
Расстояние до:
- районного центра (Стерлитамак): 18 км,
- центра сельсовета (Наумовка): 8 км,
- ближайшей ж/д станции (Стерлитамак): 18 км.

## История
Основано в 1936 как посёлок в связи со строительством Аллагуватского элеватора. Было известно под названием Элеватор. Со строительством в 1948 году нефтехимического комбината № 18 началось строительство на 166 километре железнодорожной ветки (в районе современной улицы Вокзальной) грузовой станции 8‑й разъезд (ныне железнодорожная станция Аллагуват). В 1959 зафиксировано как п. Станции Васильевка. В 1964–65 гг. сюда была переселена часть жителей с. Аллагуват. С 70‑х гг. – современное название, с 2005 – современный статус.

## Население
| 2002 | 2009 | 2010 |
| ---- | ---- | ---- |
| 707  | ↘664 | ↘655 |

Национальный состав
Согласно переписи 2002 года, преобладающая национальность — русские (40 %).